# 패배자
《패배자》는 한국에서 제작된 임봉기 감독의 1991년 영화이다. 임자호 등이 주연으로 출연하였고 송인범 등이 제작에 참여하였다.

## 출연

### 주연
- 임자호
- 오정원
- 윤명희
- 이은석

## 기타
- 원작자: 임봉기
- 조명: 김석진